# تنفس هوائي

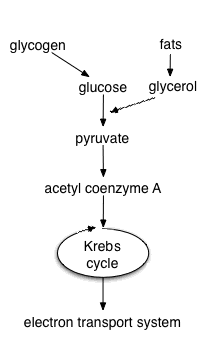

تحدث عملية التنفس الهوائي في الكائنات الحية التي تتنفس الأكسجين، التنفس الهوائي (aerobic respiration) يحتاج إلى أكسجين لتوليد الطاقة (أدينوسين ثلاثي الفوسفات)، في عملية التنفس الهوائي تتعطل البايروفات (مركب كيميائي صيغته CH3COCOOH) عن العمل عن طريق تحليل السكر ويستنفد هنا بعضاً من أدينوسين ثلاثي الفوسفات لإنتاج بايروفات جديدة، بعد ذلك تذهب البايروفات إلى المتقدرة (الميتوكندريا) حيث تحدث للبايروفات عمليةالأكسدة وهو ما يعرف بـ دورة كريبس، بعد انتقال البايروفات إلى المتقدرة تتولد بعض الطاقة من تحلل السكر على شكل أدينوسين ثلاثي الفوسفات عن طريق عملية الفسفتة (إضافة الفوسفور إلى أدينوسين ثنائي الفوسفات مع ملاحظة بلا تأكسدها) ومركب ثنائي نيكليوتيدة الأدنين وأميد النيكوتنك (FAD - ناتج من FADH2) ومركب ثنائي نوكليوتيد الأدنين والنيكوتيناميد(NADH2).
المعادلة الكيميائية التالية تضع شكلاً مبسطاً جداً للتفاعلات التي تحدث أثناء التنفس الداخلي:
| المعادلة المبسّطة: | C6H12O6 (s) + 6 O2 (g) → 6 CO2 (g) + 6 H2O (l) + طاقة |
| المعادلة المبسّطة: | ΔG = -2880 kJ لكل مول من C6H12O6                      |

يتفاعل الأكسجين مع المركبين (NADH2) و (FADH2) (الموجودان أعلاه) حيث يلعب الأكسجين دور المستقبل للاكترونات بأحد أنواع التفاعلات الكيميائية تسمىسلسلة نقل الإلكترون، وبطريقة سلسلة نقل الإلكترون يتكون معظم أدينوسين ثلاثي الفوسفات في الهوائيات خلال هذا التفاعل بالتنفس الهوائي، كما ذكرنا.. الطاقة اللازمة لهذه التفاعلات توفرها عملية أكسدة البايروفات حيث تنتج طاقة كامنة تدفع البروتونات للحركة عبر الغشاء الخلوي، الجدير بالذكر أن أكسدة جلوكوز واحد فقط نظرياً وأركز على كلمة نظرياً كفيل بإنتاج 38 جزيء من أدينوسين ثلاثي الفوسفات (2 من تحلل الجلوكوز (علماً أن الجلوكوز هو أحد أنواع السكر)، 2 من دورة كريبس، 34 من عملية سلسلة نقل الإلكترون)، أما عملياً فانه ينتج حوالي 29 إلى 30 مركب أدينوسين ثلاثي الفوسفات وذلك بسبب نفاذية الغشاء الخلوي، حيث يحدث أن ترشح بعض مركبات البايروفات أدينوسين ثنائي الفوسفات مما يقلل من كفاءة إنتاج أدينوسين ثلاثي الفوسفات.
الطاقة الهوائية تعد ذات كفاءة أكبر بـ19 ضعفاً من الطاقة اللاهوائية (ينتج فقط 2 أديونسين ثلاثي الفوسفات لكل جزيء جلوكوز)، يبدأ التنفس الهوائي واللاهوائي بنفس الأسلوب حيث ينتج كلاً منهما جزيئا أدينوسين ثلاثي الفوسفات عن طريق تحلل السكر (الجلوكوز)، إلا أن التنفس اللاهوائي يتوقف عند هذا الحد بسبب افتقاره للأكسجين والنقاط التالية تبين الخطوات الثلاث لإنتاج أدينوسين ثلاثي الفوسفات.
- تحلل السكر (الانشطار السكري) (تحلل الجلوكوز): هو تفاعل أيضي يحدث في السيتوبلازم للكائنات الحية اللاهوائية وتحدث أيضاً في السيتوبلازم في الكائنات الحية الهوائية في حال عدم وصول الأكسجين، عملية تحلل السكر ينتج عنها جزيئان من البايروفات لكنها تستنفد جزيئان من أدينوسين ثلاثي الفوسفات، لذلك تظهر أهمية تحلل السكر في إنتاج البايروفات اللازمة لبقية عملية التنفس الهوائي، ان عملية الفسفتة (إضافة فوسفور لأدينوسين ثنائي الفوسفات) يلزمها أيضاً تحلل الجلوكوز (هو أحد أنواع السكر)، وعند تحلل الجلوكوز تبدأ معادلة مهمة تدخل في عملية تكوين البايروفات والأكسجين لأدينووسين ثلاثي الفوسفات، تتحد 4 مجموعات من الفوسفور مع 4 مركبات من ADP التكوين 4 ATP (و هي عملية الفسفتة اللاتأكسدية).

المعادلة التالية توضح كيفية تحلل السكر مكونةً بذلك 4 أدينوسين ثلاثي الفوسفات (هناك خطأ بسيط في المعادلة حيث يوجد 4 فوسفور و 4 ADP و 4 ATP)
- أكسدة مجموعة الكربوسكيل من البايروفات : تتأكسد البايروفات لتنتج التميم الأنزيمي A وثاني أكسيد الكربون، تتم عملية الأكسدة هذه بواسطة نازعة هيدروجين البايروفات (و هي مجموعة من الأنزيمات توجد في الميتوكندريا للخلايا حقيقية النواة أو في العصارة الخلويةللكائنات الحية أحادية الخلية)، خلال عملية الأكسدة ينتج أيضاً جزيء NADH (مختصر ثنائي نوكليوتيد النيكوتين والأدنين المختزل) بالإضافة إلى مركبين من أدينوسين ثلاثي الفوسفات (ATP)، يطلق على هذه الخطوة أحياناً «حلقة الوصل» لأنها تصل بين تحلل السكر ودورة كريبس (دورة حمض السيتريك).
- دورة كريبس (دورة حمض الستريك) (دورة كريبس): هنا تحدث عمليتان مختلفتان في حال تواجد الأكسجين أو عدم تواجده (للكائنات الحية الهوائية فقط)، إذا لم يتوفر الأكسجين تحدث عملية تخمر البايروفات (أي لا تتأكسد لعدم توفر الأكسجين)، أما إذا توفر الأكسجين فتحدث عمليات عديدة في الميتوكندريا، في وجود الأكسجين ينتج التميم الأنزيمي A بعد تأكسد البايروفات كما ذكرنا في الخطوة السابقة، يدخل هذا المركب خطوة دورة كريبس، عند دخول التميم الأنزيمي A فانه يحفز تفاعل الهيدروجين (الذي تكون في عملية تحلل السكر) مع NAD لإنتاج NADH وتحويل FAD إلى FADH، المركب الأخير يدخل عملية تسمى سلسلة نقل الإلكترون التي تستعمل لإنتاج ATP خلال عملية أكسدة الفوسفور التي ستذكر لاحقاً، ينتج عن دورة كريبس أيضاً اثنان من التميم الأنزيمي A، كما تنتج عنه بعض الفضلات تطلق خارجاً عن طريق الزفير أهمها ثاني أكسيد الكربون، اما أنواع الطاقة الناتجة عن دورة كريبس فهي على ثلاثة أشكال: ATP 2، FADH 2، NADH 6 (مباشرة).
- فسفرة تأكسدية (فسفرة تأكسدية): تحدث عملية الفسفتة الأكسدية في الكائنات الحية أحادية الخلية في أعراف المتقدرات (أعراف الميتوكندريا)، بينما تحدث على غشاء خلية الكائنات عديدة خلية، تتضمن عملية الفسفتة الأكسدية عملية سلسلة نقل الالكترون من خلال مرورها عبر غشاء الداخلي مرات عديدة، يتحرك أدينوسين ثنائي الفوسفات خروجاً ودخولاً غشاء الخلية عدة مرات حتى يتأكسد، عملية الأكسدة هذه تساعد تحول أدينوسين ثنائي الفوسفات إلى أدينوسين ثلاثي الفوسفات كما قلنا سابقاً.. ويتكون أيضاً بروتونين (2 هيدروجين) وماء خلال هذه العملية.

الجدول الموجود أدناه يمثل الطاقة النظرية (و ليس العملية) الناتجة عن تحلل جلوكوز واحد.